# Fiat Cinquecento Elettra
Fiat Cinquecento Elettra – w pełni elektryczna wersja samochodu Fiat Cinquecento, produkowana w Polsce, w zakładach Fiat Auto Poland w Tychach. Pojazd był produkowany w latach 1992–1996. Wyprodukowano około stu sztuk. Był to pierwszy samochód osobowy z napędem elektrycznym, produkowany seryjnie w Polsce.

## Historia
Inżynierowie Fiata zaraz po wprowadzeniu do produkcji modelu Fiat Cinquecento rozpoczęli pracę nad wersją z napędem elektrycznym. Pojazd wszedł do produkcji w 1992 roku i był produkowany do 1996 roku. Auto otrzymało nazwę „Elettra” (tak samo jak elektryczny Fiat Panda Elettra). Wersja elektryczna została zaprojektowana na bazie standardowego Fiata Cinquecento, bez wprowadzania znaczących zmian. Pozostała między innymi standardowa, manualna skrzynia biegów i standardowe zawieszenie.
W miejsce silnika benzynowego zastosowano silnik elektryczny na prąd stały o mocy 12,5 KM (9,2 kW, 35 Nm przy 2500 obr./min), przekazujący napęd na koła przedniej osi za pomocą pięciobiegowej skrzyni manualnej. Źródłem zasilania były standardowe akumulatory. Początkowo ołowiane, potem niklowo-kadmowe. Akumulatory podzielono na dwa zespoły. Pierwszy znajdował się pod maską, a drugi w miejscu tylnej kanapy. Takie umiejscowienie było też ważne dla zachowania stabilności przez pojazd. Z racji bardzo dużej ilości miejsca zajmowanej przez baterie, samochodem mogły podróżować tylko dwie osoby – kierowca i pasażer przedniego fotela.

## Wady
Wadą samochodu była duża masa własna, wynikająca z ciężaru akumulatorów. Niewielki był zasięg pojazdu (ok. 100 km w cyklu miejskim) oraz prędkość maksymalna (ok. 70 km/h), będące wynikiem małej pojemności i dużej masy akumulatorów. Wypełnienie wnętrza samochodu 12 akumulatorami umieszczonymi w bagażniku i w miejscu tylnej kanapy oraz pod maską, zmniejszyło liczbę pasażerów z 4 do 2 i praktycznie ograniczyło przewożenie bagażu do niewielkiej przestrzeni nad bateriami wewnątrz kabiny. Czas ładowania baterii wynosił ok. 8 godzin.
Dużym problemem była też niewielka żywotność akumulatorów. W przypadku standardowych, ołowianych wynosiła ona 600 cykli ładowania, w przypadku niklowo-kadmowych – ok. 1800 cykli.
Przez 4 lata zbudowano około 100 samochodów.